# Renee de Vries
Renee de Vries (Huissen, 15 mei 1985) is een Nederlands voetbalster die sinds seizoen 2011/12 uitkomt voor RKHVV.

## Carrière
De Vries begon bij de Huissense voetbalclub Jonge Kracht. Op 15-jarige leeftijd vertrok zij naar N.E.C.. In drie seizoenen werd ze tweemaal kampioen, maar degradeerde ook eenmaal.
De Vries kwam op 18-jarige leeftijd bij SV Saestum, waar ze veel successen kende. Ze speelde bij de club tot de zomer van 2007 en won er tweemaal de landstitel, tweemaal de Supercup en één keer de beker. Ook speelde ze diverse duels voor SV Saestum in de UEFA Women's Champions League, met als hoogtepunt het bereiken van de kwartfinales in seizoen 2006/07, waarin de  Zweedse topclub Umeå IK te sterk was.
In de zomer van 2007 vertrok ze naar FC Utrecht om daar mee te doen aan de nieuwe eredivisie. Ze speelde in 17 van de twintig wedstrijden. Na drie seizoenen keerde ze echter terug naar SV Saestum in de hoofdklasse. Een jaar later stapte ze over naar RKHVV.

## Erelijst

### In clubverband
- Kampioen van Nederland: 2005, 2006 (SV Saestum)
- KNVB beker: 2004 (SV Saestum), 2010 (FC Utrecht)
- Supercup: 2005, 2006 (SV Saestum)

## Statistieken
| Seizoen | Club       | Land      | Competitie  | Wedstrijden | Doelpunten |
| ------- | ---------- | --------- | ----------- | ----------- | ---------- |
| 2002/03 | N.E.C.     | Nederland | Hoofdklasse | -           | -          |
| 2003/04 | SV Saestum | Nederland | Hoofdklasse | -           | -          |
| 2004/05 | SV Saestum | Nederland | Hoofdklasse | -           | -          |
| 2005/06 | SV Saestum | Nederland | Hoofdklasse | -           | -          |
| 2006/07 | SV Saestum | Nederland | Hoofdklasse | -           | -          |
| 2007/08 | FC Utrecht | Nederland | Eredivisie  | 17          | 0          |
| 2008/09 | FC Utrecht | Nederland | Eredivisie  | 23          | 0          |
| 2009/10 | FC Utrecht | Nederland | Eredivisie  | 20          | 0          |
| Totaal  | Totaal     | Totaal    | Totaal      | 60          | 0          |

Laatste update 20 mei 2010 17:08 (CEST)